# Nicola Antonio Zingarelli
Nicola Antonio Zingarelli, o Niccolò o Niccola (Napoli, 4 aprile 1752 – Torre del Greco, 5 maggio 1837), è stato un compositore italiano, esponente della Scuola musicale napoletana.

## Biografia
Dopo la morte del padre, Zingarelli entrò con i fratelli Francesco e Giuseppe al Conservatorio di Santa Maria di Loreto, dove suo padre aveva prestato servizio come insegnante. Qui studiò sotto l'insegnamento di Alessandro Speranza e Fedele Fenaroli.
Il 22 luglio 1772 lasciò il conservatorio e prese il posto di organista a Torre Annunziata. Grazie all'aiuto della duchessa di Castelpagano, il 13 agosto 1781 riuscì a rappresentare al teatro San Carlo la sua prima opera, Montezuma. Iniziò quindi per Zingarelli la carriera di compositore d'opere, che lo porterà a spostarsi molto per l'Italia e per l'Europa.
Tra il 1785 e il 1803 fu attivo presso i teatri di Milano, Venezia, Mantova, Torino, Firenze, Roma, Napoli e Parigi.
Nel 1789 giunse a Parigi per mettere in scena Antigone all'Académie Royale de Musique. Ben presto però dovette lasciare la capitale francese a causa dello scoppio della rivoluzione e tornare, quindi, in Italia.
Nel 1793 ottenne il posto di maestro di cappella del Duomo di Milano, posizione che mantenne per un anno. Infatti nel 1794 fu nominato maestro di cappella del Santuario della Santa Casa di Loreto.
Nel 1803 iniziò a tralasciare la composizione operistica per dedicarsi maggiormente a quella sacra. Quindi, nel 1804, prese il posto di maestro del coro della Cappella Giulia a Roma.
Nel 1811 rifiutò, in quanto patriota italiano, di dirigere un Te Deum per la nascita del figlio di Napoleone. Fu dunque arrestato e condotto a Parigi, ma venne subito rilasciato, dato che Napoleone era un estimatore della musica di Zingarelli. Inoltre gli fu conferita una pensione statale.
Nel 1813 entrò nella direzione del Real Collegio di Musica di Napoli assieme a Giovanni Paisiello, Giacomo Tritto e Fedele Fenaroli. Nello stesso anno diventò unico direttore del Conservatorio. Ebbe tra i suoi allievi Vincenzo Bellini, Michele Costa, Nicolò Gabrielli, Saverio Mercadante e il celebre musicista patriota Piero Maroncelli.
Nel 1816 succedette a Paisiello (morto l'anno stesso) nella carica di maestro del coro del Duomo di Napoli, posizione che mantenne fino alla morte.

## Composizioni

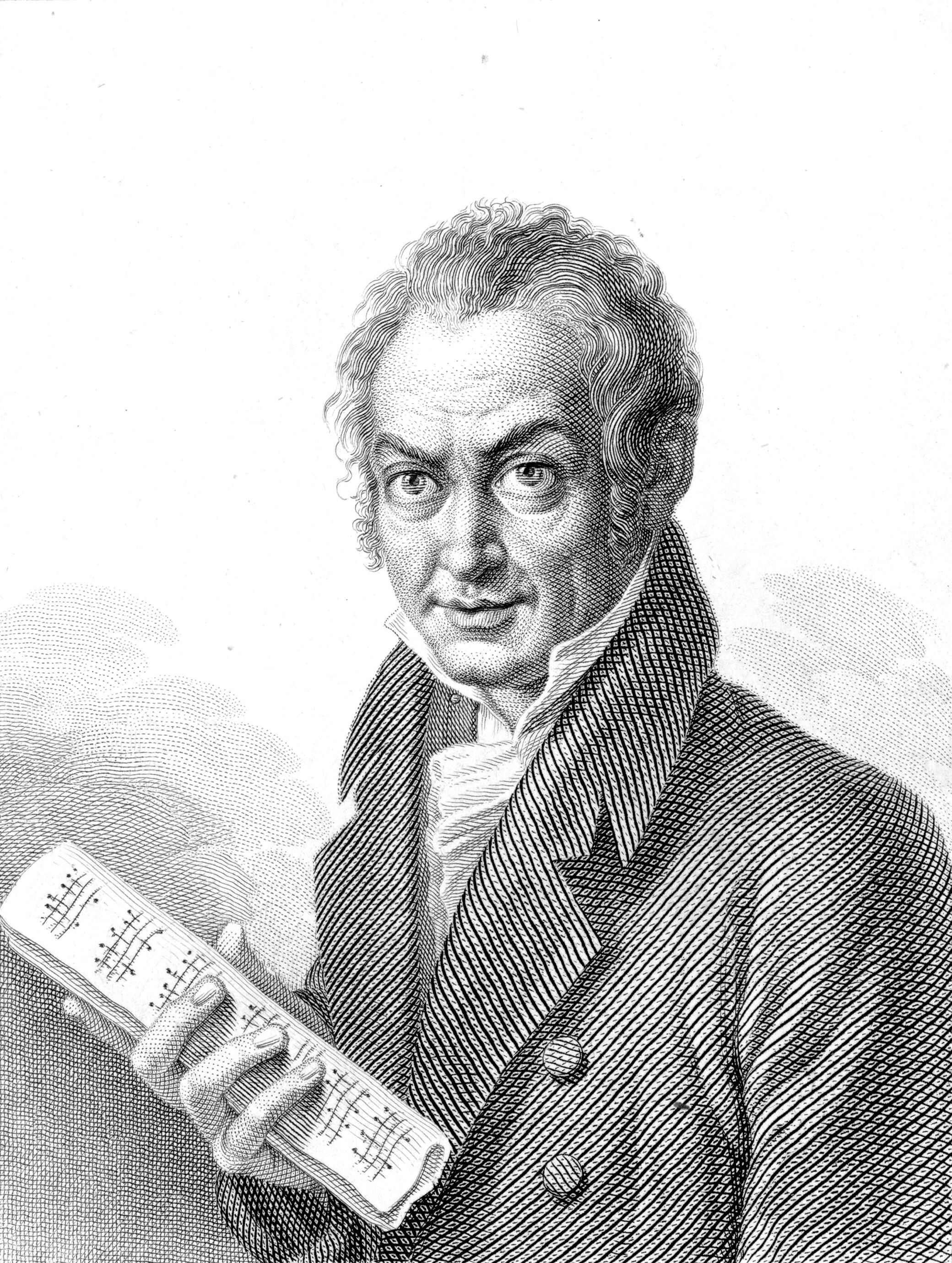
N.A.Zingarelli - incisione di Francesco Pisante da ritratto di Costanzo Angelini

### Opere
Sono note 38 opere di Zingarelli; l'anno e la città si riferiscono alla prima rappresentazione.
- I quattro pazzi (intermezzo, 1768, Napoli)
- Montezuma (opera seria, libretto di Vittorio Amedeo Cigna-Santi, 1781, Napoli)
- Alsinda (opera seria, libretto di Ferdinando Moretti, 1785, Teatro alla Scala di Milano)
- Ricimero (opera seria, libretto di Francesco Silvani, 1785, Venezia)
- Armida (opera seria, libretto di Jacopo Durandi e Francesco Saverio de Rogatis, 1786, Roma)
- Antigono (opera seria, libretto di Pietro Metastasio, 1786, Mantova)
- Ifigenia in Aulide (opera seria, libretto di Ferdinando Moretti, 1787, Teatro alla Scala di Milano)
- Artaserse (opera seria, libretto di Pietro Metastasio, 1789, Trieste)
- Antigone (opera seria, libretto di Jean-François Marmontel, 1790, Académie Royale de Musique di Parigi)
- La morte di Cesare (dramma per musica in 3 atti, libretto di Gaetano Sertor, 1790, Teatro alla Scala di Milano)
- Pirro, re d'Epiro (opera seria, libretto di Giovanni De Gamerra, 1791, Teatro alla Scala di Milano con Luigi Marchesi)
- Annibale in Torino (opera seria, libretto di Jacopo Durandi, 1792, Teatro Regio di Torino diretta da Gaetano Pugnani con Luísa Todi e Giovanni Ansani)
- Atalanta (opera seria, libretto di C. Olivieri, 1792, Torino)
- L'oracolo sannita (opera seria, libretto di D. Del Tufo, 1792, Milano)
- Il mercato di Monfregoso (opera buffa, basato sul libretto Il mercato di Malmantile di Carlo Goldoni, 1792, Teatro alla Scala di Milano)
- La Rossana (opera seria, libretto di P. Calvi, 1793, Genova)
- La secchia rapita (opera buffa, libretto di Angelo Anelli, 1793, Teatro alla Scala di Milano)
- Apelle (opera seria, libretto di Simeone Antonio Sografi, 1793, Venezia) al Teatro La Fenice con Girolamo Crescentini
- Alzira (opera seria, libretto di Gaetano Rossi, da Voltaire, 1794, Firenze)
- Quinto Fabio (opera seria, basato sul libretto Lucio Papirio dittatore di Apostolo Zeno, 1794, Livorno)
- Il conte di Soldagna (opera seria, libretto di Ferdinando Moretti, 1794, Venezia) al Teatro La Fenice con Luigi Marchesi
- Gli Orazi e i Curiazi (opera seria, libretto di Carlo Sernicola, 1795, Teatro San Carlo di Napoli con Giacomo David)
- Giulietta e Romeo (Romeo e Giulietta) (opera seria, libretto di Giuseppe Foppa, 1796, Milano con Giuseppina Grassini)
- Andromeda (opera seria, libretto di Giovanni Bertati, 1796, Venezia)
- La morte di Mitridate (Il Mitridate) (opera seria, libretto di Antonio Simeone Sografi, 1797, Venezia) al Teatro La Fenice con Matteo Babini
- Meleagro (opera seria, libretto di Giovanni Schmidt, 1798, Milano)
- Carolina e Mexicow (opera seria, libretto di Gaetano Rossi, 1798, Venezia) al Teatro La Fenice con Angelica Catalani
- Ines de Castro (opera seria, libretto di A. Gasparini, 1798, Milano)
- I veri amici repubblicani (opera seria, libretto di Giandomenico Boggio, 1798, Teatro Nazionale (ex Regio) Torino)
- Il ritratto (opera buffa, libretto di Luigi Romanelli, 1799, Milano, Teatro alla Scala con Anna Selina Storace e John Braham)
- Il ratto delle Sabine (opera seria, libretto di Gaetano Rossi, 1799, Venezia, Teatro La Fenice)
- Clitennestra (melodramma in 3 atti, libretto di Francesco Saverio Salfi, 1800, Teatro alla Scala di Milano con Angelica Catalani ed Adamo Bianchi)
- La notte dell'amicizia (opera seria, libretto di Giuseppe Foppa, 1802, Venezia)
- Edipo a Colono (opera seria, libretto di Antonio Simeone Sografi, 1802, Venezia)
- Il bevitore fortunato (opera buffa in 2 atti, libretto di Luigi Romanelli, 1803, Teatro alla Scala di Milano diretta da Alessandro Rolla)
- Il ritorno di Serse (opera seria, libretto di G. De Ferrari, 1808, Roma)
- Baldovino (opera seria, libretto di Jacopo Ferretti, 1811, Roma)
- Berenice, regina d'Armenia (opera seria, libretto di Jacopo Ferretti, 1811, Roma)
- Malvina (opera seria, in collaborazione con Michele Costa, 1829, Napoli)